# 38-ма піхотна дивізія (Третій Рейх)
38-ма піхотна дивізія (Третій Рейх) (нім. 38. Infanterie-Division) — піхотна дивізія Вермахту за часів Другої світової війни.

## Історія
38-ма піхотна дивізія була створена 7 липня 1942 на Мюнстерському тренувальному центрі в XI-му військовому окрузі (нім. Wehrkreis XI) в ході 20-ї хвилі мобілізації Вермахту.

## Райони бойових дій
- Франція (червень — серпень 1942);
- Нідерланди та Франція (серпень 1942 — квітень 1943);
- СРСР (південний напрямок) (квітень — листопад 1943).

## Командування

### Командири
- генерал-лейтенант Фрідріх-Георг Ебергардт (нім. Friedrich-Georg Eberhardt) (7 липня 1942 — 25 серпня 1943);
- генерал-майор Кнут Ебердінг (нім. Knut Eberding) (25 серпня — 14 листопада 1943);